# Lichinales
Lichinales är en ordning av svampar. Lichinales ingår i klassen Lichinomycetes, divisionen sporsäcksvampar och riket svampar.
| Lichinales | \| \| Peltulaceae \| \| \| \| \| \| Heppiaceae \| \| \| \| \| \| Lichinaceae \| \| \| \| \| \| Gloeoheppiaceae \| \| \| \| |
|            | \| \| Peltulaceae \| \| \| \| \| \| Heppiaceae \| \| \| \| \| \| Lichinaceae \| \| \| \| \| \| Gloeoheppiaceae \| \| \| \| |
|            | Eremothallales |
|            | |
|            | Peltulaceae |
|            | |
|            | Heppiaceae |
|            | |
|            | Lichinaceae |
|            | |
|            | Gloeoheppiaceae |
|            | |

|  | Peltulaceae     |
|  |                 |
|  | Heppiaceae      |
|  |                 |
|  | Lichinaceae     |
|  |                 |
|  | Gloeoheppiaceae |
|  |                 |

## Bildgalleri

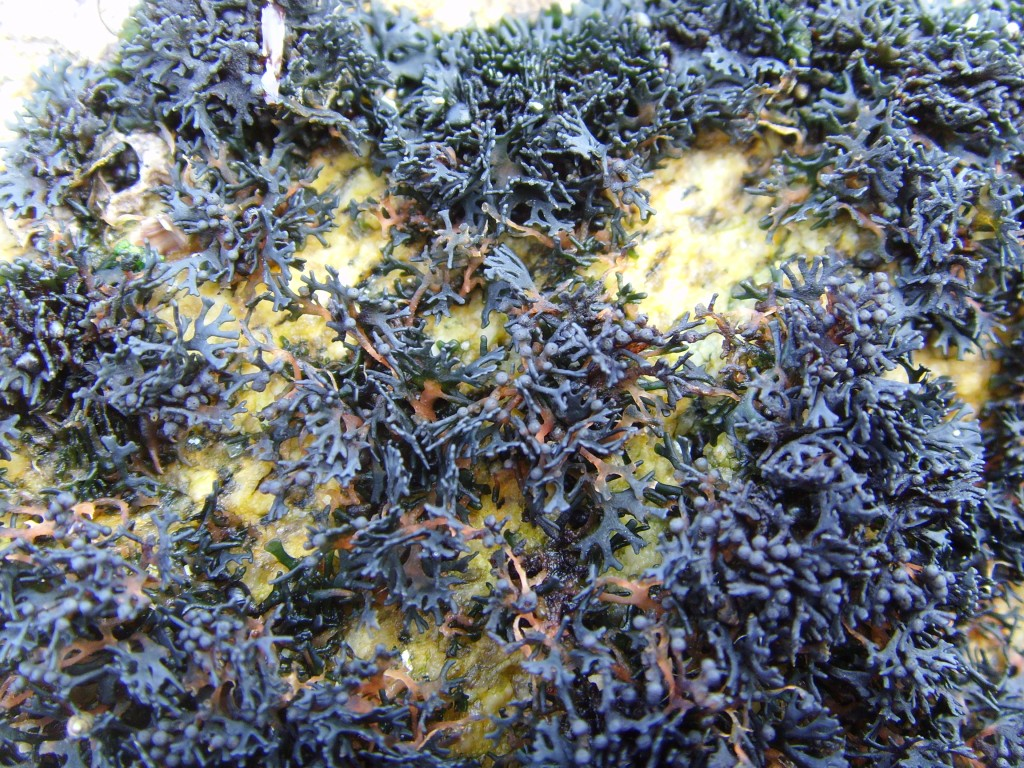